# Oddworld: Abe’s Oddysee
Az Oddworld: Abe’s Oddysee egy díjnyertes platformjáték, amelyet az Oddworld Inhabitants fejlesztett és a GT Interactive adott ki 1997-ben PlayStation konzolra, illetve DOS és Microsoft Windows operációs rendszerekre. Japánban a SoftBank kiadásában jelent meg Abe a GoGo (エイブ・ア・ゴーゴー; Eibu A Gógó; Hepburn: Eibu A Gōgō) címmel, először 1997-ben PlayStation platformra, 2001-ben pedig PC-re. Az Abe’s Oddysee a kezdetben ötrészesre tervezett Oddworld sorozat első része.
A játék során a címszereplő Abe irányítható, aki egy Mudokon rabszolga a RuptureFarms nevű húsfeldolgozó üzemben. Amikor rájön, hogy a cég egy új termékéhez őt és fajtársait kívánják felhasználni, elhatározza, hogy elmenekül, közben pedig minél több fajtársát igyekszik felszabadítani.
Az Abe’s Oddysee széles körű kritikai elismerésben részesült, ami főként az innovatív játékmenetének és szép grafikájának volt köszönhető, bár a kiegyensúlyozatlan nehézsége és a mentési rendszere miatt negatív kritikákat is kapott.
A játék 2014-ben kapott egy újragondolást, melyet Oddworld: New ’n’ Tasty címen jelentették meg.

## Történet
|  | Alább a cselekmény részletei következnek! |

Abe egy madarakból kialakult humanoid faj, a Mudokonok fajába tartozó munkás, aki a RuptureFarms 1029 nevű húsfeldolgozó-üzemben dolgozik, kvázi rabszolgaként. Egy éjszaka, miközben a gyár padlóit fényesíti, egy ajtó tárul fel hirtelen mellette, melyen bepillantva egy nagy tanácsterem tárul fel előtte. Ekkor tanúja lesz az üzemet irányító humanoid polipszerű lények, a Glukkonok éves üzleti meetingjének, mely során a cég főnöke, Molluck bejelenti, hogy a cég hamarosan becsődöl, hisz a lények, melyekből a különféle termékeket gyártják egyre kevesebb számban fordulnak elő. Molluck egy drasztikus megoldást vázol fel a kollégái előtt: Magukat a Mudokon munkásokat fogják fölszeletelni és a "Mudokon Pops" (Mudokon Nyalókák) fantázianév alatt árulni. Abe természetesen ennek hallatán pánikba esik és eldönti, hogy mindenképp el kell menekülnie, miközben lehetőleg a társait is megmenti.
Innentől a játékoson múlik, hogy Abet irányítva minél több Mudokon munkást szabadítson fel, majd kimeneküljön az üzemből. Ám Abe megpróbáltatásai itt sem érnek véget, hisz a RuptureFarms körüli területek is szigorúan őrizve vannak, a zöld bőrrel rendelkező, robotlábakon járó, arcukon csápokat viselő, gépfegyverekkel fölszerelt élőlények, a Sligek által. Abe őket is képes kicselezni, majd egy szirtre érkezik, ahol föltárul előtte a Mudokon-hold, egy hatalmas hold, melyen - ahogy ezt Abe is megállapítja - egy Mudokon tenyér látható. Miközben Abe csodálattal figyeli az égitestet, hirtelen leszakad a szirt széle, magával ragadva a Mudokont, aki hosszú zuhanás után a fejére érkezik, mely véget vet életének.
Azonban nem marad sokáig halott, ugyanis egy hatalmas maszkot viselő sámán, akit BigFacenek (szó szerint "NagyArc") hívnak megjelenik előtte és egy rituálé keretében újjáéleszti, miközben átadja neki a világ állapotáról szóló tudását. Elárulja Abenek, hogy a pókszerű Paramiteok és a négylábú, rákollóhoz hasonlító szájjal rendelkező Scrabek, melyekről Abe eddig azt hitte csupán élelmiszernek tenyésztett haszonállatok, valójában egykor a Mudokonok szent állatai voltak. A sámán arra utasítja Abet, hogy zarándokoljon el ezen élőlények őshonos földjeire és az ott található próbatételeket elvégezve szerezze meg az őket szimbolizáló tetoválásokat, melyek olyan erőt fognak biztosítani számára, mellyel képes lesz elpusztítani a kapzsi Glukkonokat és a gyilkos üzemük.
Abe ezután egyedül ébred a Monsaic Lines elnevezésű, őslakos Mudokonok által lakott szentélyben, ahonnan lehetősége nyílik eljutni a BigFace által említett két szent földre. Hősünk hosszú utat tesz be, bejárva a zöld, esőerdőhöz hasonlító Paramoniát, mely a Paramiteok lakhelye és Scrabaniát, a bordó, narancs és vörös színekben pompázó sivatagot, ahol a vérszomjas Scrabek élnek. Túlélve a megpróbáltatásokat, megszerzi a két tetoválást, mely által képessé válik fölvenni a Shrykullnak nevezett Mudokon félisten alakját, mely magán hordozza mind a Paramite, mind a Scrabek jegyeit, ezen kívül nem fogja a golyó és képes testéből villámokat lőni.
Ezzel a fantasztikus erővel felruházva Abe visszatér a RuptureFarmsba, mely azóta megkétszerezte az őrségét és felszabadítja a maradék Mudokon munkásokat, ezen kívül egy véletlen folytán rátalál arra a gombra is, mely a gyár túlnyomó részét leállítja.
Molluck a fejleményeket látva úgy dönt a helyzet menthetetlen, így berendeli a többi Glukkont a játék elején látott tanácsterembe és bekapcsol egy háromperces időzítőt, mely lejártával az egész gyárat gyilkos gáz önti el. Terve végül meghiúsul, Abe időben a tanácsterembe érkezik, leállítja a gázt és a Shrykull alakját fölvéve leszámol az összes Glukkonnal, Molluck kivételével, aki vélhetően egy másik teremben tartózkodik. Ekkor azonban két Slig rajtaüt Aben és egy jól irányzott puskatus-ütéssel elérik, hogy eszméletét veszítse. Az öntudatlan hőst egy zárkába viszik és karjainál fogja lógatják fel. A zárkába hamarosan Molluck is megérkezik, egy Slig kíséretében.
A játék befejezése attól függ, hogy a játékos képes volt-e megmenteni legalább a Mudokonok felét. Ha nem, akkor a Monsaic Lines-i őslakos Mudokonok úgy döntenek Abe nem méltó a segítségükre és veszni hagyják őt, hiába próbálja meggondolásra bírni őket BigFace. Eközben a RuptureFarmsban Molluck parancsot ad a Slignek, aki felnyit egy csapóajtót Abe alatt, mely eddig egy padlóba rejtett húsdarálót fedett el. Az elfogott Mudokon könyörög az életéért, de Molluck miután egy utolsó megvető pillantást vetett rá, kiadja a parancsot a béklyók kioldására. Abe belezuhan a darálóba és szörnyethal. Molluck és a Slig segítője kárörvendő kacajban tör ki, miközben gép cafatjait köpi vissza a pórul járt hősnek.
Ha viszont Abe megmentette legalább a társai felét vagy akár még többet, a felszabadított Mudokonok összefognak és a Rainmaker ("Esőcsináló") nevű gép segítségével egy misztikus vihart idéznek az üzem felé. Mikor a Slig már éppen meghúzná a kart, mely Abe halálához vezetne, hirtelen villám csap át a testén, azonnal megölve őt. Molluck tátott szájjal bámul a különös jelenségre, ám meglepettsége nem tart sokáig, ugyanis rögtön ezután rá is lesújt az istennyila. A testén átfolyó áramtól leég róla az öltönye, felfedve a Glukkonok jellegzetes, amorf anatómiáját:  A valódi lábaik nevetségesen apróak és amit eddig lábaknak hittünk valójában hosszú és torz karok. Abe a látványtól elalél, ám kisvártatva egy villanás keretében megjelenik BigFace és megmenti őt. A Monsaic Linesba teleportálódnak, ahol már ünnepelve várnak rájuk a játék során megmentett Mudokonok. BigFace győzelmesen fölemeli Abe kezét, aki belemosolyog a kamerába, majd véletlen szellent egyet.